# Batalla del Lago Peipus
La batalla del Lago Peipus (en ruso: битва на Чудском озере, bitva na Chudskom ózere; alemán: Schlacht auf dem Peipussee), también conocida como la batalla del Hielo (en ruso: Ледовое побоище, Ledóvoye pobóische; alemán: Schlacht auf dem Eise, estonio: Jäälahing; letón: Ledus kauja), fue una batalla entre la República de Nóvgorod y la rama livona de los Caballeros Teutónicos el 5 de abril de 1242, en el lago Peipus. La batalla es notable por haber sido librada encima del lago congelado.
La batalla fue una importante derrota sufrida por los cruzados católicos durante las cruzadas bálticas, que fueron dirigidas contra los paganos y cristianos ortodoxos. La derrota de los cruzados en la batalla marcó el final de sus campañas contra la ortodoxa República de Nóvgorod y otros territorios rusos en el siglo siguiente.

## Antecedentes
Con la esperanza de aprovechar la debilidad rusa como consecuencia de las invasiones mongolas y suecas, los Caballeros Teutónicos atacaron la vecina República de Nóvgorod y ocuparon Pskov, Izborsk y Koporye en el otoño de 1240. Cuando se aproximaron a Nóvgorod, los ciudadanos locales llamaron a la ciudad al príncipe Alejandro Nevski, que había sido desterrado a Pereslavl a principios de ese año. Durante la campaña de 1241, Alejandro Nevski logró recuperar Pskov y Koporye de los cruzados.

## La batalla

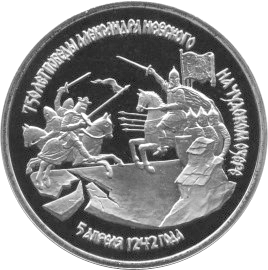
Moneda conmemorativa del aniversario 750° de la batalla.

Desarrollo de la batalla: la acometida de los caballeros contra las líneas rusas y el contraataque de flanco de las huestes de Nevski.

El combate se llevó a cabo el 5 de abril de 1242 sobre el hielo del lago Peipus (o de los chuds, lago Chudskóie o Чудское озеро), en lo que es actualmente Estonia. La historia rusa ha hecho de este enfrentamiento un combate de leyenda, la batalla del hielo, celebrada por el canto y la literatura, y en último lugar por la música de Serguéi Prokófiev que acompañaba la excelente película Alejandro Nevski (1938), de Serguéi Eisenstein, una de las más grandes películas de la historia del cine soviético.
Los Caballeros Portaespadas se habían instalado en el lago. Portando pesadas armas y vestidos con duras cotas de mallas, contaban con la ayuda de sus aliados finlandeses, que llevaban un equipo más ligero. Como un gigantesco ariete, decidieron cargar en formación compacta para tratar de hundir las líneas rusas, más frágiles. Estas aguantaron, lo que permitió a Alejandro Nevski efectuar un vasto movimiento envolvente con parte de sus tropas para caer sobre el flanco de las tropas alemanas, mucho más lentas. Los caballeros teutónicos pronto se dieron a la fuga.
Su derrota se transformó en catástrofe. Bajo el efecto del pánico, los caballeros se entregaron a una serie de movimientos desordenados, hasta que la superficie del lago se quebró y hundió bajo los pies de los que huían. Era principios de abril y la capa de hielo, más delgada, era mucho más frágil que en pleno invierno. Al pasar por alto este hecho y olvidar el peso de su equipo, los caballeros germánicos sufrieron una auténtica hecatombe.
Todavía hoy, la historia rusa magnífica esta victoria de Alejandro como una fecha clave, aquella en la que unos cuantos soldados rusos rechazaron la invasión germánica.

## Tras la batalla
Alejandro Nevski, encumbrado por el prestigio de la victoria, demostró ser asimismo un político realista y decidió poner su principado bajo la tutela de los mongoles, consciente de que jamás podría rivalizar con el ejército que había sometido a la mayor parte del mundo conocido. Se convirtió entonces en el favorito del Kan, que lo hizo Gran Príncipe de la Rus de Kiev  desde 1252 hasta su muerte, en 1263. No hay duda de que su actitud le permitió salvar Nóvgorod y una parte de las regiones de Rusia que habían escapado a las destrucciones. Por sus victorias, pero también por haber sabido mostrarse realista, la Iglesia ortodoxa convirtió en santo a aquel personaje de leyenda.